# Mesosa nigrosignata
Mesosa nigrosignata là một loài bọ cánh cứng trong họ Cerambycidae.